# 992 Swasey
Swasey (asteroide 992) é um asteroide da cintura principal com um diâmetro de 27,33 quilómetros, a 2,7475056 UA. Possui uma excentricidade de 0,0915589 e um período orbital de 1 921,13 dias (5,26 anos).
Swasey tem uma velocidade orbital média de 17,12662719 km/s e uma inclinação de 10,87056º.
Esse asteroide foi descoberto em 14 de Novembro de 1922 por Otto Struve. Seu nome é uma homenagem a Ambrose Swasey.